# Інститут успішного міста
Інститу́т успі́шного міста  — некомерційна громадська організація урбаністичної спрямованості, що здійснює культурно-просвітницьку та соціальну діяльність серед громадян України. Заснована у листопаді 2014 року. Офіційно зареєстрована 4 листопада 2015 року. Мета — сприяти формуванню свідомості небайдужого мешканця міста і країни.

## Основні напрями діяльності

### Інформаційно-просвітницька діяльність
Збирання досвіду урбаністичних практик та їх популяризація.

### Освітньо-тренінгова діяльність
Проведення лекторію «Інститут успішного міста» (листопад — грудень 2014 року), що включав у себе три лекції з урбаністики та міського розвитку і тренінги з розглядання окремих «кейсів»:- 30 листопада 2014 року — лекція «Успішне управлінням містом. Поради киянам» Олександра Мазурчака, першого заступника Виконавчого директора Асоціації міст України, «Найкращого мера України» у 2005 році, тричі міського голови Кам'янця-Подільського;
- 7 грудня 2014 — лекція «Інвестиції та економічний розвиток міста» Юрія Задніпряного, директора заводу «Carlsberg-Україна»;
- 14 грудня 2014 — лекція «Туризм та бренд міста» Андрія Москаленка, директора Департаменту «Адміністрація міського голови» Львівської міськради[4].
- Участь в урбаністичних фестивалях, зокрема: — фестиваль «УрбанСвіт — територія твого міста!» 1 жовтня 2016 року у Києві[5][6]
- «Фестиваль твого міста» 10 червня 2017 року у Вишневому[7]

### Збереження історичної та культурної спадщини
Захист від руйнування історичної будівлі — садиби Сікорського у Києві. Залученням уваги суспільства до проблеми навколо будинку Сікорського, до захисту історичної пам'ятки, активісти організації почали займатися ще з 2012 року;
- Екологічна діяльність — захист Голосіївського національного парку у Києві, інформаційні екологічні ініціативи[10][11];
- Суспільно-політична і правозахисна діяльність[12]. Привернення уваги суспільства та влади до інфраструктурних та безпекових питань розвитку міст України.
- — громадська кампанія навесні 2016 року «За безпечні громадські зупинки!» — інформаційна кампанія за встановлення захисних конструкцій з метою забезпечення безпеки на громадських зупинках, петиція до органів місцевої влади, бесіди та круглі столи зі студентами.[13][14][15][16].
- — громадська акція у березні 2017 року біля мосту на Нивках у Києві, який знаходиться у вкрай невтішному стані із закликом відремонтувати аварійні мости столиці[17].

### Сприяння розвитку відкритих даних у містах України
- Розробка сервісу освітнього моніторингу «Відкрита школа», направлений на максимальне спрощення процесу вибору школи, розвиток і демократизація сфери відкритих даних в Україні. Проект «Відкрита школа» — переможець конкурсу #Apps4CitiesChallenge, який проводився Громадянською мережею ОПОРА та TechSoup в рамках проекту «Дані міст / Apps4Cities».[18][19][20][21][22].
- Створення інтерактивної онлайн-мапи публічних просторів України, що покликана популяризувати та активізувати створення публічних просторів як майданчиків комунікації та взаємодії. Онлайн-реєстр має вигляд інтерактивної карти, на якій позначені коворкінги, платформи громадських ініціатив (арт-простори, творчі майстерні), зелені громадські простори (сквери, парки, набережні), сучасні бібліотеки та музеї.

## Завдання
- сприяння створенню та координація діяльності місцевих осередків самоорганізації громадян;
- координування, реалізація та впровадження соціальних, культурних, освітніх та економічних проектів, актуальність яких обґрунтована усебічним дослідженням потреб громади міста;
- поширення знань і практичних навичок громадської та політичної роботи;
- сприяння поширенню ідей громадських ініціатив задля позитивної трансформації міського простору;
- впровадження в свідомість громадян України нових урбаністичних підходів і актуального досвіду, реалізованого в Україні та за кордоном;
- покращення інвестиційної привабливості територій та регіонального розвитку;
- громадський контроль за діяльністю органів державної влади та місцевого самоврядування;
- налагодження діалогу, обміну інформацією та співпраці з громадськими організаціями, органами влади та місцевого самоврядування, іншими інституціями громадянського суспільства.